# Opus Alfa
Opus Alfa fue una banda de blues, rock y música barroca que nació en Montevideo, Uruguay en 1970; dedicándose inicialmente a realizar versiones en idioma inglés de artistas sajones como Jimi Hendrix o Keef Hartley Band. Hacia marzo de 1971 y con la entrada de la nueva sección rítmica formada por Jorge Barral y Jorge Graf, el grupo concentró sus esfuerzos en crear un sonido propio, con letras en castellano, librándose de las influencias que quienes siguiesen este tipo de música pudiesen descubrir.

## Historia

### Presentación de la nueva propuesta
Con un gran despliegue técnico, por encima de lo usual en la época.
Opus Alfa presentó su nuevo material a sala llena en el Estudio Auditorio del SODRE el 4 de agosto de 1971. El concierto estuvo dividido en dos partes: en la primera tocaron sus canciones de corte más barroco como "Canción para Kenny y los niños" o "Tanguez"; para las que utilizaron violín, bandurria y vizcuyo. En la segunda parte se dedicaron a su faceta más eléctrica tocando canciones como "Vamos mal, ¡¡Ah, no!!" y "Blues de mi ciudad".

### Primeras grabaciones y presentación en el Teatro Solís
Rápidamente el grupo editó su primer simple en el sello De la Planta el cual consistió en una canción de cada tipo: "Canción para Kenny y los niños" / "Casa de Huéspedes"; ninguna de las cuales sería posteriormente incluida en su futuro disco L.P.; lo que convierte a este simple en una rareza para coleccionistas.  
El 15 de diciembre de 1971 se presentaron en el Teatro Solís de Montevideo, cosa que hasta entonces tampoco había sido frecuente entre los grupos de la escena rock del momento. ".

### Grabación del disco L.P. y disolución
Además de teatros, fiestas y salas de baile de todo el país, el grupo participó en el Festival B.A.Rock en Buenos Aires, y comenzó a preparar lo que sería su primer y único disco L.P. La grabación se llevó a cabo en los Estudios ION de Buenos Aires durante 1972, con el reconocido y experimentado Carlos Píriz al mando de la mesa de mezclas (consola). 
En este disco, llamado simplemente "Opus Alfa", el grupo muestra en profundidad toda su variedad de facetas musicales; constituyendo un documento único de un grupo que llegó a convertirse en una de las esperanzas de la música "no comercialoide" en las latitudes del Cono Sur.
Sorpresivamente, y de forma casi conjunta con el lanzamiento del disco, Opus Alfa anuncia públicamente su disolución; invitando a sus seguidores a participar del "deceso" del grupo en un recital en el Teatro del Círculo el 17 de julio de 1972.

### Actividad posterior
Jorge Barral, Daniel Bertolone y Jorge Graf unirían fuerzas formando el power trio Días de Blues, con el que alcanzarían un éxito aún mayor y que trascendería fronteras.
Jesús Figueroa desarrollaría una exitosa carrera solista grabando dos discos para el sello Sondor:"Jesús con Todos" y "Mágica Fuente".

## Integrantes
- Jorge Barral, bajo, guitarra acústica, bandurria y voz.
- Daniel Bertolone, guitarra, flauta, vizcuyo y voz.
- Atilano Gil Losada, teclados y violín.
- Jorge Graf, batería y violín.
- Jesús Figueroa, voz.

## Discografía
- Canción para Kenny y los niños / Casa de huéspedes (De la Planta 709, disco simple. 1971)
- Opus Alfa (De la Planta KL 8319, disco LP. 1972)
- Opus Alfa / Días de Blues (Clave 72-35112, disco L.P. con cuatro canciones de cada grupo. 1982)
- Opus Alfa / Días de Blues (Posdata, bajo licencia Sondor S 1014, CD con el disco completo de Opus Alfa y casi todo el de Días de Blues. Falta la canción "Cada hombre es un camino". 1998)

### Colectivos
- Rock Nacional 1971/1976, Archivo de la música popular uruguaya, Vol.1 (Junto a Días de Blues, Jesús Figueroa, Psiglo, Urbano, Los Delfines, Hojas, La Legión, Parvas, Moonlights y Jorge Barral. Sondor 44.521, 1987; Canción: "Calma de un día". Disco L.P.)